# Ben Drinkwater
Reuben Thomas "Ben" Drinkwater (Rochdale, 13 februari 1910 - Cronk-y-Voddy, 13 juni 1949) was een Brits motorcoureur die deelnam aan de Manx Grand Prix en de Isle of Man TT. 

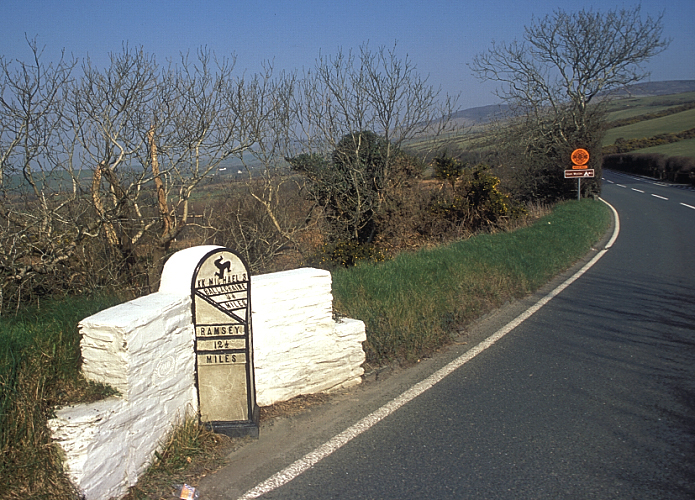
Drinkwater's Bend

Ben Drinkwater werkte als seinwachter in Bacup. In 1942 trouwde hij met Ruth Moden. Ze kregen vier dochters: Doris, Ruth, Jean en Mary.
Ben had al vóór de Tweede Wereldoorlog deelgenomen aan de Manx Grand Prix. In 1937 viel hij in de 250cc "Lightweight" klasse uit met een Excelsior, maar in 1938 werd hij in dezelfde klasse, eveneens met een Excelsior, zesde.
Na de oorlog nam hij deel aan de eerste race die op het eiland Man gehouden werd, de Manx Grand Prix van 1946. Omdat de MGP pas in het najaar werd verreden was ze de eerste, de meer professionele Isle of Man TT werd in het voorjaar verreden, maar voor het eerst in 1947. In de MGP van 1946 eindigde hij met een Norton als zestiende in de 500cc "Senior" klasse en met een Excelsior als tweede in de Lightweight klasse. In de TT van 1947 startte hij in de Lightweight TT, waarin hij derde werd met een Excelsior, en in de Junior TT, waar hij met een Norton uitviel. In 1948 viel hij met een AJS 7R uit in de Junior TT, maar in de Lightweight TT werd hij met een Moto Guzzi vierde.
In 1949 maakte de Isle of Man TT deel uit van het in dat jaar voor het eerst verreden wereldkampioenschap wegrace. Tijdens de Junior TT probeerde Ben Drinkwater net voorbij Cronk Bane Farm een botsing met een andere deelnemer te vermijden en daardoor raakte hij een talud. Hij viel in de buurt van de 11e mijlpaal en was op slag dood.
De S-bocht bij de 11e mijlpaal kreeg daarna zijn naam: Drinkwater's Bend.

## Isle of Man TT resultaten
| Jaar | Klasse         | Motorfiets          | Plaats |                                         | Winnaar |
| ---- | -------------- | ------------------- | ------ | --------------------------------------- | ------- |
| 1947 | Junior TT      | Norton 40M          | DNF    | Bob Foster, Velocette KTT Mk VIII       |         |
| 1947 | Lightweight TT | Excelsior           | 3e     | Manliff Barrington, Moto Guzzi Albatros |         |
| 1948 | Lightweight TT | Moto Guzzi Albatros | 4e     | Maurice Cann, Moto Guzzi Albatros       |         |
| 1948 | Junior TT      | AJS 7R              | DNF    | Freddie Frith, Velocette KTT Mk VIII    |         |
| 1949 | Junior TT      | Norton 40M          | DNF    | Freddie Frith, Velocette KTT Mk VIII    |         |